# Naevius calilegua
Espèce
Naevius calilegua est une espèce d'araignées aranéomorphes de la famille des Macrobunidae.

## Distribution
Cette espèce est endémique de la province de Jujuy en Argentine,. Elle se rencontre dans le parc national Calilegua.

## Description
Le mâle holotype mesure 3,52 mm et la femelle paratype 3,48 mm.

## Systématique et taxinomie
Cette espèce a été décrite par Compagnucci et Ramírez en 2000.

## Étymologie
Son nom d'espèce lui a été donné en référence au lieu de sa découverte, le parc national Calilegua.

## Publication originale
- Compagnucci & Ramírez, 2000 : « A new species of the spider genus Naevius Roth from Argentina (Araneae, Amaurobiidae, Macrobuninae). » Studies on Neotropical Fauna and Environment, vol. 35, p. 203-207.